# CLEC4C
CLEC4C (англ. C-type lectin domain family 4 member C) – білок, який кодується однойменним геном, розташованим у людей на 12-й хромосомі. Довжина поліпептидного ланцюга білка становить 213 амінокислот, а молекулярна маса — 25 038.
| 10         |  | 20         |  | 30         |  | 40         |  | 50         |
| ---------- |  | ---------- |  | ---------- |  | ---------- |  | ---------- |
| MVPEEEPQDR |  | EKGLWWFQLK |  | VWSMAVVSIL |  | LLSVCFTVSS |  | VVPHNFMYSK |
| TVKRLSKLRE |  | YQQYHPSLTC |  | VMEGKDIEDW |  | SCCPTPWTSF |  | QSSCYFISTG |
| MQSWTKSQKN |  | CSVMGADLVV |  | INTREEQDFI |  | IQNLKRNSSY |  | FLGLSDPGGR |
| RHWQWVDQTP |  | YNENVTFWHS |  | GEPNNLDERC |  | AIINFRSSEE |  | WGWNDIHCHV |
| PQKSICKMKK |  | IYI        |  |            |  |            |  |            |

A: Аланін

C: Цистеїн

D: Аспарагінова кислота

E: Глутамінова кислота

F: Фенілаланін

G: Гліцин

H: Гістидин

I: Ізолейцин

K: Лізин

L: Лейцин

M: Метіонін

N: Аспарагін

P: Пролін

Q: Глутамін

R: Аргінін

S: Серин

T: Треонін

V: Валін

W: Триптофан

Задіяний у таких біологічних процесах, як адаптивний імунітет, імунітет, вроджений імунітет, альтернативний сплайсинг. 
Білок має сайт для зв'язування з іонами металів, іоном кальцію, лектинами. 
Локалізований у клітинній мембрані, мембрані.